# Église Sainte-Radegonde de Driencourt
L'église Sainte-Radegonde de Driencourt est située sur le territoire de la commune de Driencourt, dans le  département de la Somme, non loin de Péronne.

## Historique
L'église actuelle remplace un édifice du XVIe siècle. Totalement détruite pendant la Première Guerre mondiale, elle a été reconstruite sur les plans de Jacques Debat-Ponsan, pendant l'entre-deux-guerres.

## Caractéristiques

### Architecture
L'église a été construite en style art déco, en béton, pierre de Pagny et brique. La caractéristique architecturale principale de l'édifice est l'utilisation de la forme triangulaire pour les fenêtres, les contreforts, le clocher, le tympan du portail principal et l'appareillage de brique. Les gargouilles sont en béton armé. Le clocher octogonal est coiffé d'un toit en pointe à quatre pans couverts d'ardoise.

### Décor et mobilier liturgique
Les voûtes sont décorées de peinture murale au pochoir. Le dessin des vitraux est caractérisé par la forme triangulaire
.
Les architectes Robert et André Duthoit ont dessiné le mobilier liturgique. La réalisation de 1934 à 1936 du maître-autel, des fonts baptismaux, des marches de l'ambon, en pierre est due à l'Amiénois Marcel Sueur. Albert Binquet réalisa le bas-relief en pierre au-dessus du portail d'entrée. La grille de communion, le couvercle des fonts baptismaux, l'ambon ont été réalisés par l'entreprise Cantrel de Rosières-en-Santerre. La porte du tabernacle et les chandeliers sont l'œuvre de l'orfèvre parisien Lesage.